# Tibor Gallus
Tibor Gallus SJ (* 5. April 1906 in Budapest; † 26. März 1982 in München) war ein ungarischer römisch-katholischer Theologe und Priester.

## Leben
Von 1912 bis 1916 besuchte er die Volksschule in Budapest und Kecskemét, das Gymnasium von 1916 bis 1924 in Kecskemét und Nagybecskerek. Nach dem Abitur 1924 trat er in das Noviziat in Pécs ein. Auf das Noviziat folgte die übliche Ausbildung: 1926–1929 Philosophie in Szeged, 1929–1931 Interstiz im „Pius“-Kolleg in Pécs, anschließend 1931–1935 Theologie in Innsbruck, wo er am 26. Juli 1934 die Priesterweihe empfing. Nach dem Tertiat war er 10 Jahre lang Repetitor der Theologie am Collegium Germanicum et Hungaricum. Ab 1948 wohnte er im Biblicum und bereitete seine Promotion über die mariologische Auslegung des Protoevangeliums (Gen 3,15) in der nachpatristischen Zeit vor. Von 1951 bis 1956 lehrte er Theologie in Messina am „Istituto Teologico-Filosofico“ der Gesellschaft Jesu. Danach war er zwischen 1956 und 1962 Hausgeistlicher von Schwestern in Lucelle. Von 1962 bis 1969 war er Professor für das Neue Testament am Priesterseminar Klagenfurt. Seitdem war er Hausgeistlicher im Kinderheim und Ferienheim der Barmherzigen Brüder in Kostenz.

## Schriften (Auswahl)
- Interpretatio mariologica protoevangelii (Gen. 3,15) tempore postpatristico usque ad Concilium Tridentium. Herder, Rom 1949, OCLC 612244388 (zugleich Dissertation, Rom 1949).
- Die Mutter Jesu im Johannesevangelium. Ein bibel-theologischer Lösungsversuch zu Jo 2, 4 u. 19, 25–27. Verl. Carinthia, Klagenfurt 1963, OCLC 603101684.
- Der Nachkomme der Frau – Gen 3,15 – in der Schriftauslegung von Luther, Zwingli und Calvin (= Der Nachkomme der Frau (Gen 3, 15) in der altlutheranischen Schriftauslegung Band 1). Verl. Carinthia, Klagenfurt 1964, OCLC 256856730.
- Von den Zeitgenossen Luthers bis zur Aufklärungszeit (= Der Nachkomme der Frau (Gen 3, 15) in der altlutheranischen Schriftauslegung Band 2). Verl. Carinthia, Klagenfurt 1973, OCLC 174913214.
- Von der Aufklärungszeit bis in die Gegenwart. Anschließend eine Synthese (= Der Nachkomme der Frau (Gen 3, 15) in der altlutheranischen Schriftauslegung Band 3). Verl. Carinthia, Klagenfurt 1976, ISBN 3-85378-013-X.
- Der Rosenkranz. Theologie der Muttergottes. Verl. Carinthia, Klagenfurt 1978, ISBN 3-85378-125-X.
- Die Frau in Gen 3, 15. Seiner Exzellenz Dr. Rudolf Graber, Bischof von Regensburg, zu seinem 75. Geburtstag. Verl. Carinthia, Klagenfurt 1979, ISBN 3-85378-142-X.
- Starb Maria, die Makellose, oder gilt. Vor der Sünde bewahrt, bewahrt auch vor der Strafe. Christiana-Verlag, Stein am Rhein 1991, ISBN 3717109383.